# Esti Showder Fábry Sándorral
Az Esti Showder Fábry Sándorral (röviden Esti Showder) népszerű szórakoztató műsor volt, amelyet Fábry Sándor vezetett. A produkció 1998-ban indult az MTV2-n, majd egy évvel később átkerült az RTL Klubra, ahol 2011-ig futott. A sorozat az Amerikában népszerű late-night talk show-k mintájára készült: Fábry minden adásba meghívott egy illusztris vendéget, akivel valamely témáról beszélgetett. A műsort poénokkal és anekdotákkal tarkított monológgal nyitotta, a végén pedig különféle előadók zenés, táncos produkciókat mutattak be. Jellegzetes és rendszeres szegmense volt az Esti Showdernek a „Dizájn Center” és „Showder Klub”. Előbbiben Fábry érdekes tárgyakat vonultatott fel, utóbbiba pedig meghívott egy-egy tehetséges humoristát, aki 10–15 perces fellépésével (stand-up comedy) szórakoztatta a közönséget és a nézőket. A nagysikerű „Showder Klub”, mely 2008-ban önálló műsort kapott és a mai napig fut, jelentősen segítette a hazai stand-up műfaj beindulását.
2011-ben az RTL Klub bejelentette, hogy nem készítenek több új részt a műsorból. Fábry erre otthagyta az RTL-t, majd a közmédiához igazolt át és az M1-en folytatta „Fábry” címmel. Az M1 hírcsatornává alakítása miatt 2015 márciusában több más műsorral együtt átkerült a Duna TV-re.